# Климово (Ярцевский район)
Климово— деревня в Смоленской области России, в Ярцевском районе. Население — 97 жителей (2007 год). Расположена в центральной части области в 32 км к северо-востоку от Ярцева, в 5 км к востоку от автодороги Ярцево-Холм-Жирковский, на левом берегу реки Вотря.
Входит в состав Репинского сельского поселения.

## История
В прошлом деревня входила в состав Бельского уезда Смоленской губернии. Основана как родовое имение дворянами Энгельгардтами. Имение активно обустраивалось Энгельгардтом П. П. в конце XVIII века. Им был построен усадебный дом и заложен парк с прудами. В усадьбе родился, провёл детство и был похоронен известный русский публицист-народник Александр Николаевич Энгельгардт. В конце XIX — начале XX века усадьба и село принадлежали статскому советнику В. П. Энгельгардту. В 1897 году он открывает в имении школу для крестьянских детей. Им было создано образцовое сельскохозяйственное предприятие. Действовали сыроваренный и винокуренный заводы, несколько мельниц, маслобойня. Впоследствии Энгельгардт возглавил Департамент земледелия. В 1918 году имение национализировали, хозяева были репрессированы. Впоследствии на базе усадьбы был создан совхоз. Судьба библиотеки и культурных ценностей неизвестна. В настоящее время от усадьбы сохранилось несколько хозпостроек и остатки парка.

## Достопримечательности
Усадьба Климово — почти не сохранившаяся